# 花園橋換気所
花園橋換気所（はなぞのばしかんきしょ）は、神奈川県横浜市中区寿町にある、首都高速道路の管理施設である。換気塔としての役割を果たす。

## 概要
1978年3月に東京方面から横浜公園出入口まで開通した首都高速横羽線は、1980年2月15日に新山下出入口までの都市計画が決定された。この区間のうち横浜公園寄りに建設される花園橋トンネルは延長482mで、石川町ジャンクションの一部を構成する。二層構造でトンネル内での分岐合流が発生する複雑な構造で、特に下層部の上り線は下り線に比べ地下区間が長く、狩場線本牧・狩場方面からの合流のあと横浜公園入口からの合流もあり、渋滞の発生が予想された。渋滞発生時には自動車の走行で生じるピストン作用による換気が期待できず、金港ジャンクション方面に連続する半地下区間や坑口周辺の市街地にも排気ガスによる窒素酸化物や煤煙などの影響が懸念された。
このため換気には、トンネルの天井および側面に排気孔を設けた選択局所排気付き縦流換気方式が採用された。建物はトンネルの直上に建設されるため、トンネル構体自体が基礎となる。荷重を均等に伝達するため、換気ファン3台を1辺約32mの正三角形の頂点にそれぞれ配置し、隅を落とした六角形状の平面とした。南東面の突起部の中は階段・エレベーターや倉庫となっている。1階は地上4.5mのトンネル上床版にあるため、業務車両の出入りは管理用斜路を通じて行う。1階に排気調整室、2階に換気ファン室、3,4階に電気設備、5階に電算機室、6階に保安要員室および空調機械室、7階に資料室等の収納スペース、8階に集塵機が設けられ、他に建物内に中央管制室が配置されている。排風機は出力135キロワット、風量107m3/sのものが3台備えられ、車両火災時には排煙機能を持たせることを想定して100℃の熱風にも耐えられる構造となっている。建物の高さは45m。排気の拡散効果を考慮し、集合煙突は屋上から4m高い地上49mに設けられた。
横浜市は、関内周辺においてレンガタイルの素材と色彩を街の景観の基調としており、大規模な建築物となる本施設についても市から協力を要請された。これに沿い、都市景観を損なわないよう外壁は二丁掛レンガタイル貼りの意匠とされた。換気所は1981年2月21日に着工し1983年10月31日に竣工。花園橋トンネルの換気設備は1982年3月8日に着工、1983年11月18日に竣工し、道路本体は1984年2月2日に供用を開始した。建物の施工にあたっては、最近接距離7mとなる根岸線の鉄道高架橋に対する安全対策に最も留意した。